# Impatiens dorstenioides
Impatiens dorstenioides är en balsaminväxtart som beskrevs av Otto Warburg. Impatiens dorstenioides ingår i släktet balsaminer, och familjen balsaminväxter. Inga underarter finns listade i Catalogue of Life.